# Bledius pusillus
Bledius pusillus är en skalbaggsart som beskrevs av Wilhelm Ferdinand Erichson 1839. Bledius pusillus ingår i släktet Bledius, och familjen kortvingar. Arten har ej påträffats i Sverige.